# 梅尔
梅尔（法語：Mer，法語發音：[mɛʁ] ⓘ），法国中部城市，中央-卢瓦尔河谷大区卢瓦-谢尔省的一个市镇，隶属于布卢瓦区，其市镇面积为26.47平方公里，2022年1月1日时人口数量为6,294人，在法国城市中排名第1,734位。
梅尔位于卢瓦-谢尔省东北部，卢瓦尔河谷与博斯平原之间的过渡地带，是一个区域性的中心城市，巴黎－波尔多铁路由此通过，另有多条公路在此交汇。

## 地名来源
根据当地官方网站的论述，“Mer”一名的来源尚有待确认，一般认为该名称出自拉丁语单词“mare”，意为“池沼”，对应现代法语单词“marais”。

## 历史

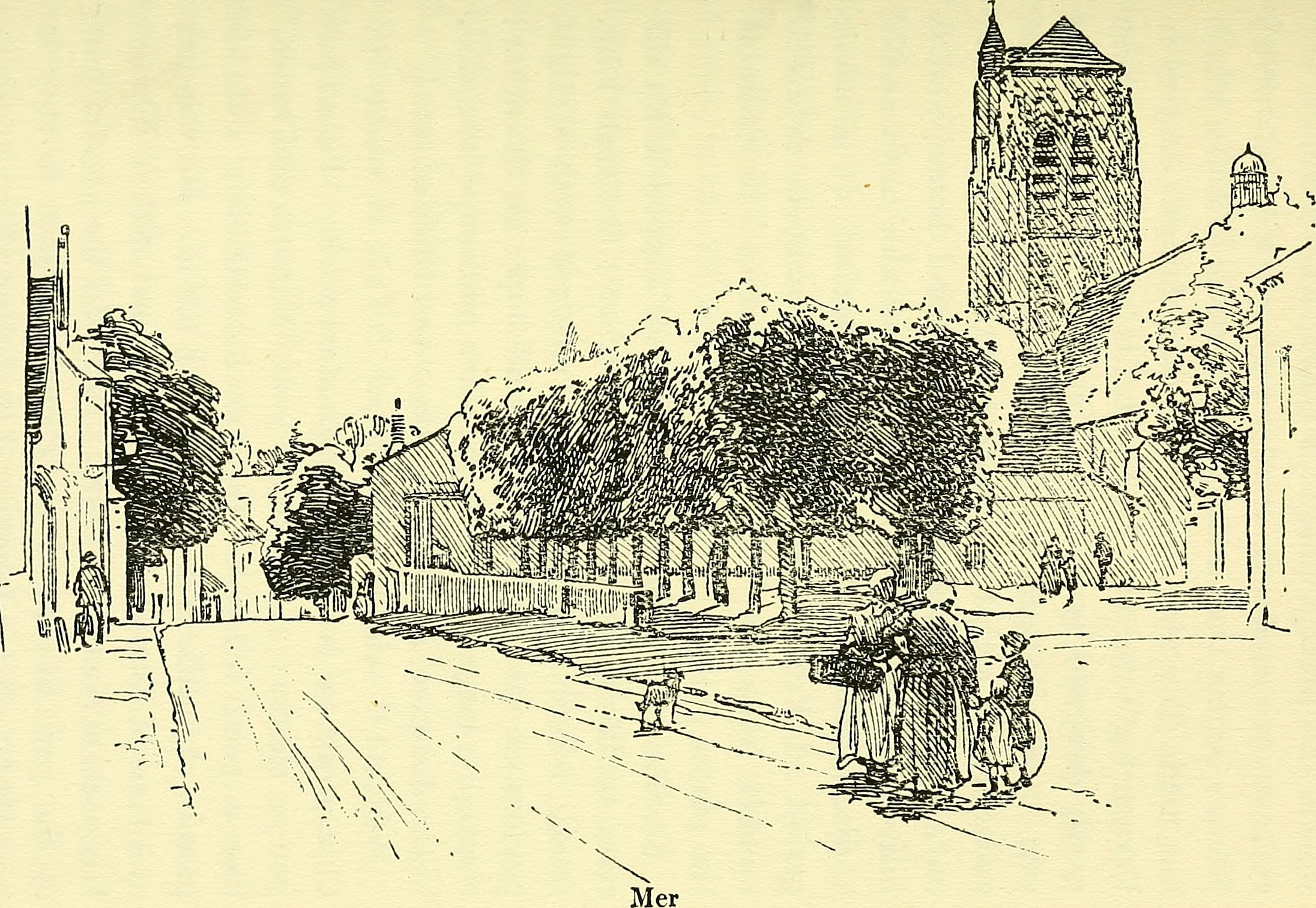
梅尔手绘（1913年）

梅尔的早期历史尚不清楚，其所在的卢瓦尔河谷地区中世纪时长期为法兰西王国的皇家领地。14世纪时，梅尔兴建了防御城墙。梅尔境内的首个新教教堂于16世纪建成。1606年，梅尔境内兴建了一处神庙。17世纪末，路易十四将梅尔赐予梅纳尔领主，梅尔也因此被更名为“Menars-la-Ville”。根据一份18世纪的梅尔地图，梅尔境内曾有一处梅纳尔领主的城堡，后被废弃，现已不存。法国大革命后，梅尔成为卢瓦-谢尔省的一个市镇。工业革命期间，途径梅尔的巴黎－波尔多铁路建成通车，铁路一定程度上带动了当地的工业和经济发展。1860年，梅尔镇中心建成谷物集市大堂。第二次世界大战期间，梅尔境内曾出现抵抗运动组织，其成员莫里斯·迪普朗（Maurice Dupland）于1944年8月被纳粹逮捕并杀害。2012年12月17日，梅尔境内一处民居发生火灾，造成一人遇难。
在行政区划方面，梅尔在1790至1795年间为卢瓦-谢尔省的一个地区行署。1794年，欧奈（Aunay）整体并入梅尔。1808年，市镇埃尔比伊被撤销，其部分区域被划入梅尔。此外梅尔在1793至2015年间曾为梅尔县的县治。

## 地理

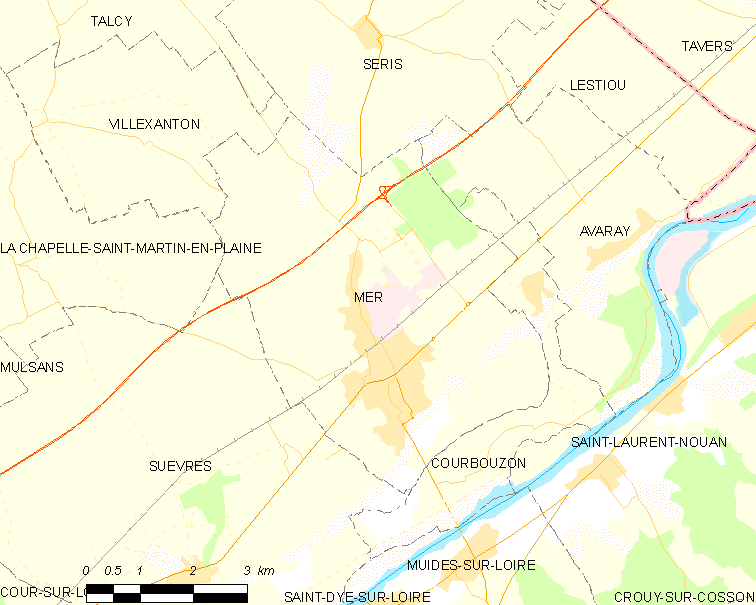
梅尔市镇范围地图

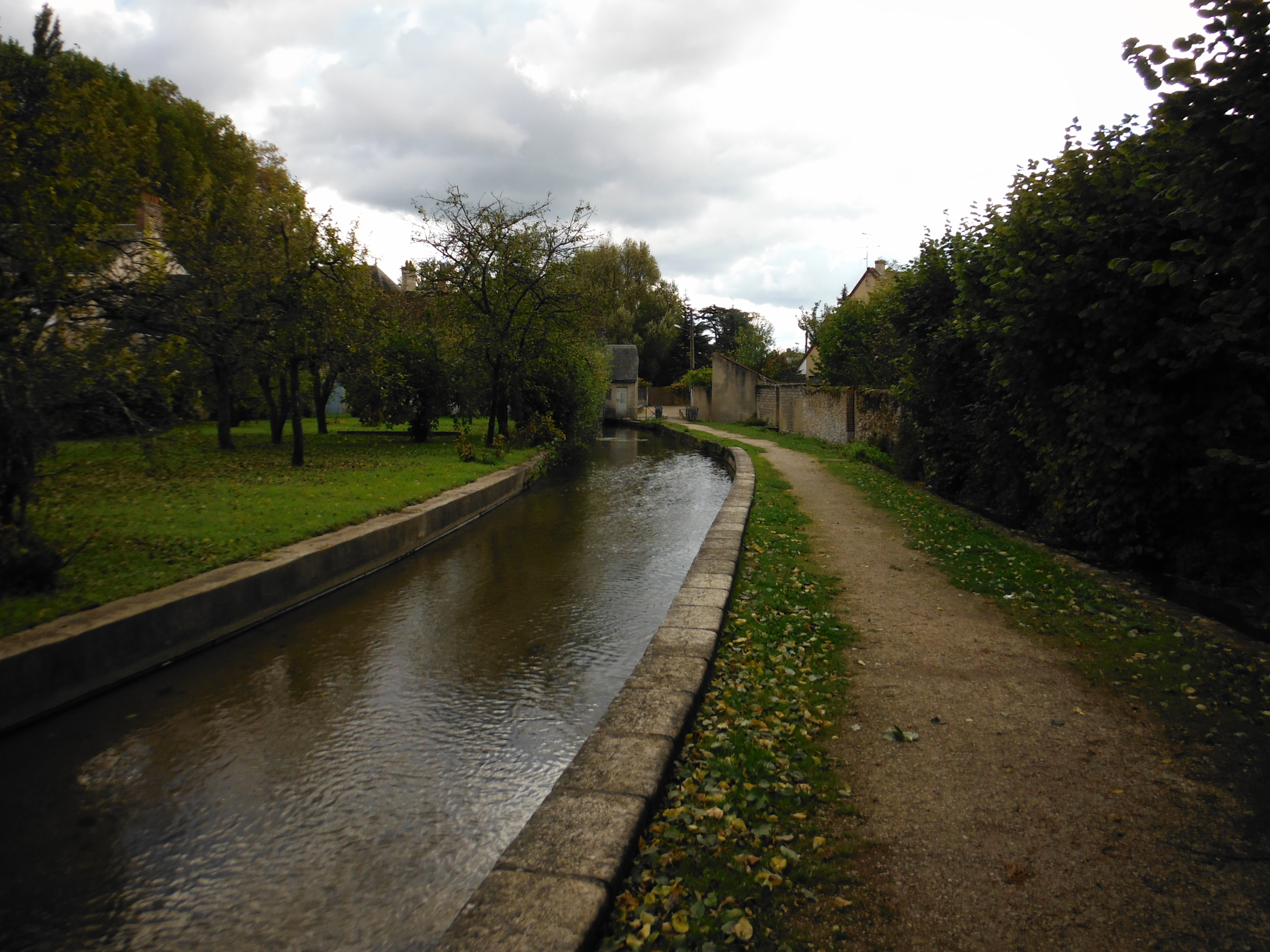
特罗讷河

梅尔位于法国中部偏西北，中央-卢瓦尔河谷大区中部和卢瓦-谢尔省东北部，距离省会布卢瓦大约19公里。与梅尔接壤的市镇包括：阿瓦赖、库尔布宗、塞里、拉沙佩勒-圣马丹昂普莱讷、叙埃夫尔和维勒克桑通。

### 地形
梅尔位于博斯平原东南部边缘，境内以平原为主，市镇中心地势较为平坦，特罗讷河流经区域形成了V型河谷，全境海拔在72到116米之间。

### 水文
梅尔位于卢瓦尔河流域范围内，其干流自东北向西南流经梅尔市区东南部3公里外，卢瓦尔河右岸支流特罗讷河则自西北向东南流经梅尔市区。

### 植被
梅尔属于温带阔叶混交林区，林地多分布于河流附近，市区南部的拉科尔比利耶尔公园（Parc de La Corbillière）是当地主要的城市绿地。
在鲜花城市的评比中，梅尔被评为1星级鲜花城市。

### 气候
梅尔在柯本气候分类法中属于温带海洋性气候（Cfb）。
距离梅尔最近的常年气象站位于博斯地区圣莱奥纳尔境内，以下为该气象站的数据（其中日照数据取自奥尔良-布里西气象站）：
| 博斯地区圣莱奥纳尔 1981年－2019年 | 博斯地区圣莱奥纳尔 1981年－2019年 | 博斯地区圣莱奥纳尔 1981年－2019年 | 博斯地区圣莱奥纳尔 1981年－2019年 | 博斯地区圣莱奥纳尔 1981年－2019年 | 博斯地区圣莱奥纳尔 1981年－2019年 | 博斯地区圣莱奥纳尔 1981年－2019年 | 博斯地区圣莱奥纳尔 1981年－2019年 | 博斯地区圣莱奥纳尔 1981年－2019年 | 博斯地区圣莱奥纳尔 1981年－2019年 | 博斯地区圣莱奥纳尔 1981年－2019年 | 博斯地区圣莱奥纳尔 1981年－2019年 | 博斯地区圣莱奥纳尔 1981年－2019年 | 博斯地区圣莱奥纳尔 1981年－2019年 |
| 月份                              | 1月                               | 2月                               | 3月                               | 4月                               | 5月                               | 6月                               | 7月                               | 8月                               | 9月                               | 10月                              | 11月                              | 12月                              | 全年                              |
| --------------------------------- | --------------------------------- | --------------------------------- | --------------------------------- | --------------------------------- | --------------------------------- | --------------------------------- | --------------------------------- | --------------------------------- | --------------------------------- | --------------------------------- | --------------------------------- | --------------------------------- | --------------------------------- |
| 历史最高温 °C（°F）               | 15.5 (59.9)                       | 20.1 (68.2)                       | 24.5 (76.1)                       | 29.8 (85.6)                       | 33 (91)                           | 38.1 (100.6)                      | 38.6 (101.5)                      | 42 (108)                          | 34.7 (94.5)                       | 30.2 (86.4)                       | 22.7 (72.9)                       | 17.4 (63.3)                       | 42 (108)                          |
| 平均高温 °C（°F）                 | 6.9 (44.4)                        | 8.2 (46.8)                        | 12.5 (54.5)                       | 15.6 (60.1)                       | 19.5 (67.1)                       | 23.1 (73.6)                       | 26.1 (79.0)                       | 25.9 (78.6)                       | 22 (72)                           | 16.7 (62.1)                       | 10.7 (51.3)                       | 7.2 (45.0)                        | 16.2 (61.2)                       |
| 日均气温 °C（°F）                 | 4.1 (39.4)                        | 4.6 (40.3)                        | 7.7 (45.9)                        | 10.1 (50.2)                       | 13.9 (57.0)                       | 17.2 (63.0)                       | 19.6 (67.3)                       | 19.4 (66.9)                       | 16.1 (61.0)                       | 12.2 (54.0)                       | 7.3 (45.1)                        | 4.5 (40.1)                        | 11.4 (52.5)                       |
| 平均低温 °C（°F）                 | 1.3 (34.3)                        | 1 (34)                            | 3 (37)                            | 4.6 (40.3)                        | 8.4 (47.1)                        | 11.2 (52.2)                       | 13.2 (55.8)                       | 12.9 (55.2)                       | 10.3 (50.5)                       | 7.7 (45.9)                        | 4 (39)                            | 1.8 (35.2)                        | 6.6 (43.9)                        |
| 历史最低温 °C（°F）               | −16 (3)                           | −16.6 (2.1)                       | −11.6 (11.1)                      | −4.9 (23.2)                       | −1.7 (28.9)                       | 1 (34)                            | 4.9 (40.8)                        | 3.8 (38.8)                        | 2.1 (35.8)                        | −3.7 (25.3)                       | −15.2 (4.6)                       | −13.7 (7.3)                       | −16.6 (2.1)                       |
| 平均降水量 mm（）                 | 53.7 (2.11)                       | 45.7 (1.80)                       | 46.3 (1.82)                       | 49.3 (1.94)                       | 61 (2.4)                          | 46.8 (1.84)                       | 55.8 (2.20)                       | 42.2 (1.66)                       | 49 (1.9)                          | 66.5 (2.62)                       | 58.6 (2.31)                       | 62.8 (2.47)                       | 637.7 (25.11)                     |
| 月均日照時數                      | 66.4                              | 87.3                              | 140.5                             | 176.2                             | 207                               | 216.6                             | 221.3                             | 224.6                             | 179.2                             | 121.1                             | 70.6                              | 56.6                              | 1,767.4                           |
| 来源：infoclimat.fr               |                                   |                                   |                                   |                                   |                                   |                                   |                                   |                                   |                                   |                                   |                                   |                                   |                                   |

## 行政区划
梅尔的市镇编号为41136，邮政编号为41500。
在行政管理方面，梅尔隶属于法国中央-卢瓦尔河谷大区卢瓦-谢尔省布卢瓦区；在地方选举方面，梅尔隶属于博斯县，其市镇范围全境被划入卢瓦-谢尔省第三选区；在社会管理方面，梅尔是博斯-卢瓦尔河谷市镇公共社区的办公驻地。
截至2024年1月，梅尔市镇范围内暂无任何城市敏感街区及城市政策优先街区。
法国国家统计与经济研究所（简称）在进行数据统计时，将梅尔市镇单独设为梅尔城市核心区（Unité urbaine de Mer），未将梅尔划入任何城市区（Aire urbaine）。自2020年起，梅尔被划入包含78个市镇的布卢瓦城市辐射区。此外，还将梅尔市镇分为了3个“块区”（IRIS），以便于统计人口分布情况。

## 交通

### 公路
A10高速公路经过梅尔境内并通过16号出入口与市区连接，另有卢瓦-谢尔省省道D15线、D25线、D97线、D112线、D205线和D2152线在梅尔境内交汇。中央-卢瓦尔河谷大区城际客运（商业名称为“Rémi”）16线经停梅尔，可通往布卢瓦和博让西及沿途所有市镇。
2020年，73.9%的梅尔家庭拥有至少一辆私人汽车。2021年，梅尔境内共发生各类交通事故1起，造成1人重伤。
| 16 | 4.4 |

| 布卢瓦 | 19 |

| 奥尔良 | 39 |

| 博讓西 | 14 |

### 铁路

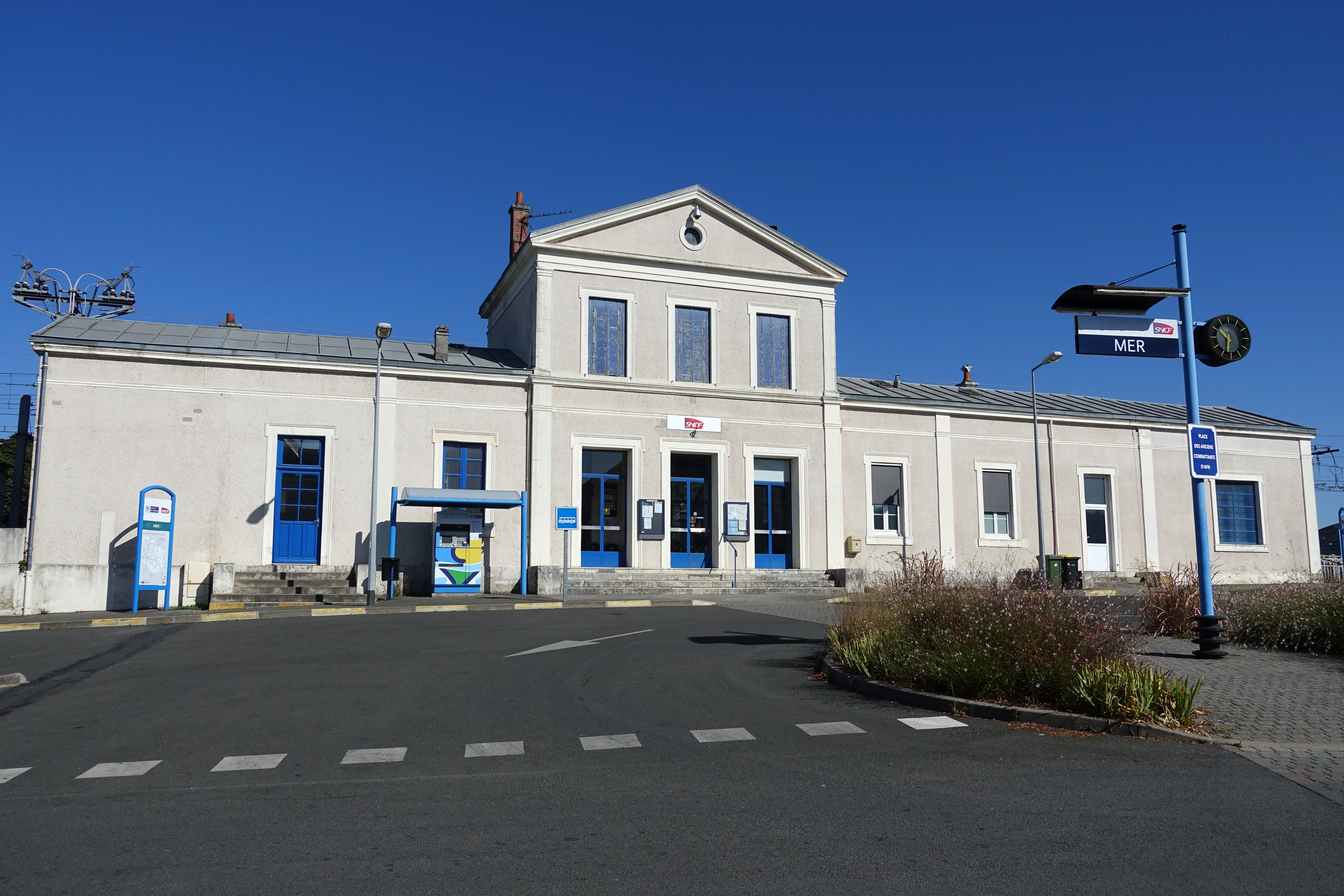
梅尔火车站

梅尔位于巴黎－波尔多铁路上。梅尔站位于市区北部，停靠往返于奥尔良和图尔一线的区域列车。

### 航空
梅尔距离图尔机场的公路里程大约67公里。

### 城市公共交通
截至2024年8月，梅尔暂无城市公共交通系统。

## 政治

### 市政内阁

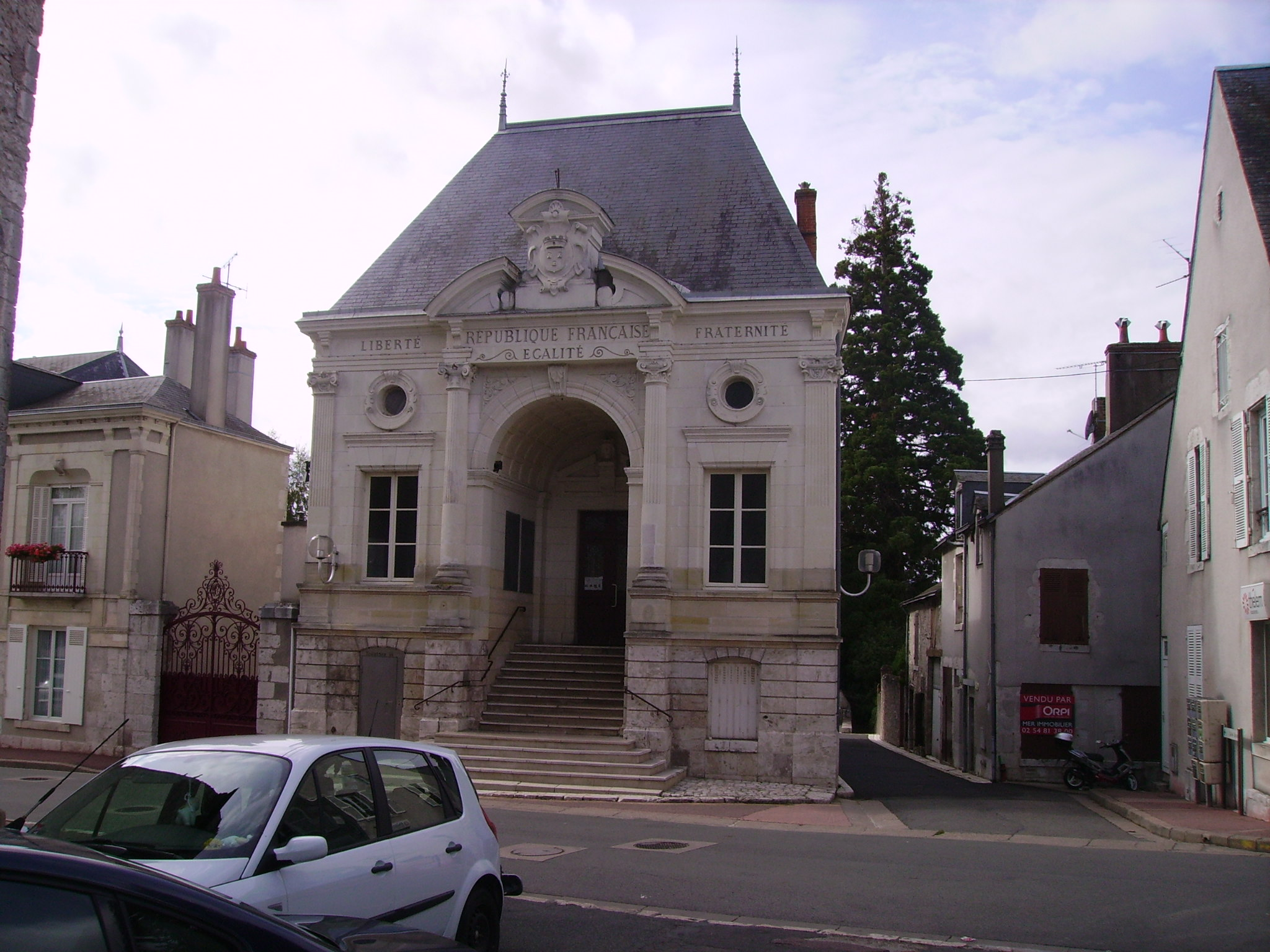
梅尔市政厅

梅尔的现任市长为樊尚·罗班先生（Vincent ROBIN），他是一名左翼无党派人士，在2020年的市政选举中获得了48.80%的支持率。
| 梅尔历届市长   | 梅尔历届市长              | 梅尔历届市长              |
| 任期           | 市长                      | 党派                      |
| -------------- | ------------------------- | ------------------------- |
| 1945年－1959年 | René DUTEMS 勒内·迪唐     | DVD右翼无党派人士         |
| 1959年－1977年 | Robert BAUER 罗贝尔·鲍尔  | DVD右翼无党派人士         |
| 1977年－1995年 | Pierre PÉPIN 皮埃尔·佩潘  | PS社会党                  |
| 1995年－2016年 | Claude DENIS 克洛德·德尼  | UMP人民运动联盟 →LR共和黨 |
| 2016年－2020年 | Raymond GERVY 雷蒙·热尔维 | DVD右翼无党派人士         |
| 2020年－       | Vincent ROBIN 樊尚·罗班   | DVG左翼无党派人士         |

### 各级选举
| 梅尔历届投票选举结果 | 梅尔历届投票选举结果 | 梅尔历届投票选举结果 | 梅尔历届投票选举结果 | 梅尔历届投票选举结果          | 梅尔历届投票选举结果 | 梅尔历届投票选举结果 | 梅尔历届投票选举结果          | 梅尔历届投票选举结果 | 梅尔历届投票选举结果 |
| 选举项目             | 选举范围             | 选区单位             | 选区单位内的选举结果 | 选区单位内的选举结果          | 选区单位内的选举结果 | 选区单位内的选举结果 | 选区单位内的选举结果          | 选区单位内的选举结果 | 参考资料             |
| 选举项目             | 选举范围             | 选区单位             | 第一轮胜出者         | 第一轮胜出者                  | 支持率               | 第二轮胜出者         | 第二轮胜出者                  | 支持率               | 参考资料             |
| -------------------- | -------------------- | -------------------- | -------------------- | ----------------------------- | -------------------- | -------------------- | ----------------------------- | -------------------- | -------------------- |
| 2017年法國總統選舉   | 法國                 | 市镇                 |                      | 玛丽娜·勒庞                   | 25.33%               |                      | 埃马纽埃尔·马克龙             | 60.8%                | [ 27 ]               |
| 2017年法国立法选举   | 卢瓦-谢尔省第三选区  | 市镇                 |                      | 马尔莱娜·马丁                 | 29.18%               |                      | 莫里斯·勒鲁瓦                 | 54.16%               | [ 27 ]               |
| 2019年欧洲议会选举   | 法國                 | 市镇                 |                      | 若尔丹·巴尔代拉               | 28.89%               | （不适用）           | （不适用）                    | （不适用）           | [ 29 ]               |
| 2021年法国省级选举   | 卢瓦-谢尔省          | 县                   |                      | 帕斯卡·于格 玛丽丝·佩尔西亚尔 | 55.37%               |                      | 帕斯卡·于格 玛丽丝·佩尔西亚尔 | 71.78%               | [ 30 ]               |
| 2021年法国省级选举   | 卢瓦-谢尔省          | 市镇                 |                      | 帕斯卡·于格 玛丽丝·佩尔西亚尔 | 46.45%               |                      | 帕斯卡·于格 玛丽丝·佩尔西亚尔 | 71.27%               | [ 30 ]               |
| 2021年法国大区选举   |                      | 市镇                 |                      | 马克·费诺                     | 29.43%               |                      | 弗朗索瓦·博诺                 | 34.72%               | [ 31 ]               |
| 2022年法国总统选举   | 法國                 | 市镇                 |                      | 埃马纽埃尔·马克龙             | 29.24%               |                      | 埃马纽埃尔·马克龙             | 55.54%               | [ 27 ]               |
| 2022年法国立法选举   | 卢瓦-谢尔省第三选区  | 市镇                 |                      | 玛丽娜·巴尔代                 | 26.97%               |                      | 克里斯托夫·马里翁             | 53.17%               | [ 27 ]               |
| 2024年欧洲议会选举   | 法國                 | 市镇                 |                      | 若尔丹·巴尔代拉               | 37.33%               | （不适用）           | （不适用）                    | （不适用）           | [ 27 ]               |
| 2024年法国立法选举   | 卢瓦-谢尔省第三选区  | 市镇                 |                      | 维吉妮亚·德奥利韦拉           | 39.50%               |                      | 克里斯托夫·马里翁             | 55.77%               | [ 27 ]               |

## 人口
2020年，梅尔市镇人口数量为6,211，在法国排名第1,759位。其中男性2,983人，女性3,228人，75岁及以上人口占10.1%，外籍人口数量为464人，人口密度为235人/平方公里，当地居民被称为（男性）或（女性）。2022年，梅尔境内出生69人，死亡人口95人。
| 梅尔1901年－2021年人口变化情况 |
|                                |
| 数据来源：Cassini、INSEE       |

## 经济
梅尔是一个区域性的中心城市。截至2024年1月，梅尔市镇范围内共有各类用人单位（包含自雇）814家，平均历史为18年，其中98.4%为中小型企业（PME），2023年11月至2024年1月间，当地的经济活力指数为0.86%。（农业器械销售）、（零售）及（医疗用品销售）是当地2019年营业额最高的三个企业，分别为43,299,000欧元、31,451,000欧元和13,811,898欧元。

## 财政与居民收入
2021年，梅尔的财政收入总额为7,070,570欧元，财政支出总额为5,796,320欧元，当年的债务总额为7,793,100欧元。2021年，梅尔市镇通过增值税获得395,890欧元的收入，此外当地还共获得了265,330欧元的国家直接财政补助。
| 梅尔居民收入情况                                 | 梅尔居民收入情况 | 梅尔居民收入情况      | 梅尔居民收入情况 |
| 内容                                             | 梅尔             | 法国                  | 统计年份         |
| ------------------------------------------------ | ---------------- | --------------------- | ---------------- |
| 征税家庭总数                                     | 2,778            | 1,081（法国市镇平均） | 2022年           |
| 居民平均月收入                                   | 2,118欧元        | 2,435欧元             | 2022年           |
| 高级职员人均月收入                               | 3,565欧元        | 4,331欧元             | 2021年           |
| 中级职员人均月收入                               | 2,296欧元        | 2,470欧元             | 2021年           |
| 普通职员人均月收入                               | 1,712欧元        | 1,801欧元             | 2021年           |
| 贫困率                                           | 15%              | 14.5%                 | 2020年           |
| 青壮年（15至64岁）失业率                         | 13.6%            | 7.4%                  | 2020年           |
| 征税家庭数量占比                                 | 43.2%            | 45.5%                 | 2020年           |
| 家庭年均纳税                                     | 2,355欧元        | 4,393欧元             | 2022年           |
| 资料来源：INSEE、L'Internaute、Le Journal du Net |                  |                       |                  |

## 社会事务

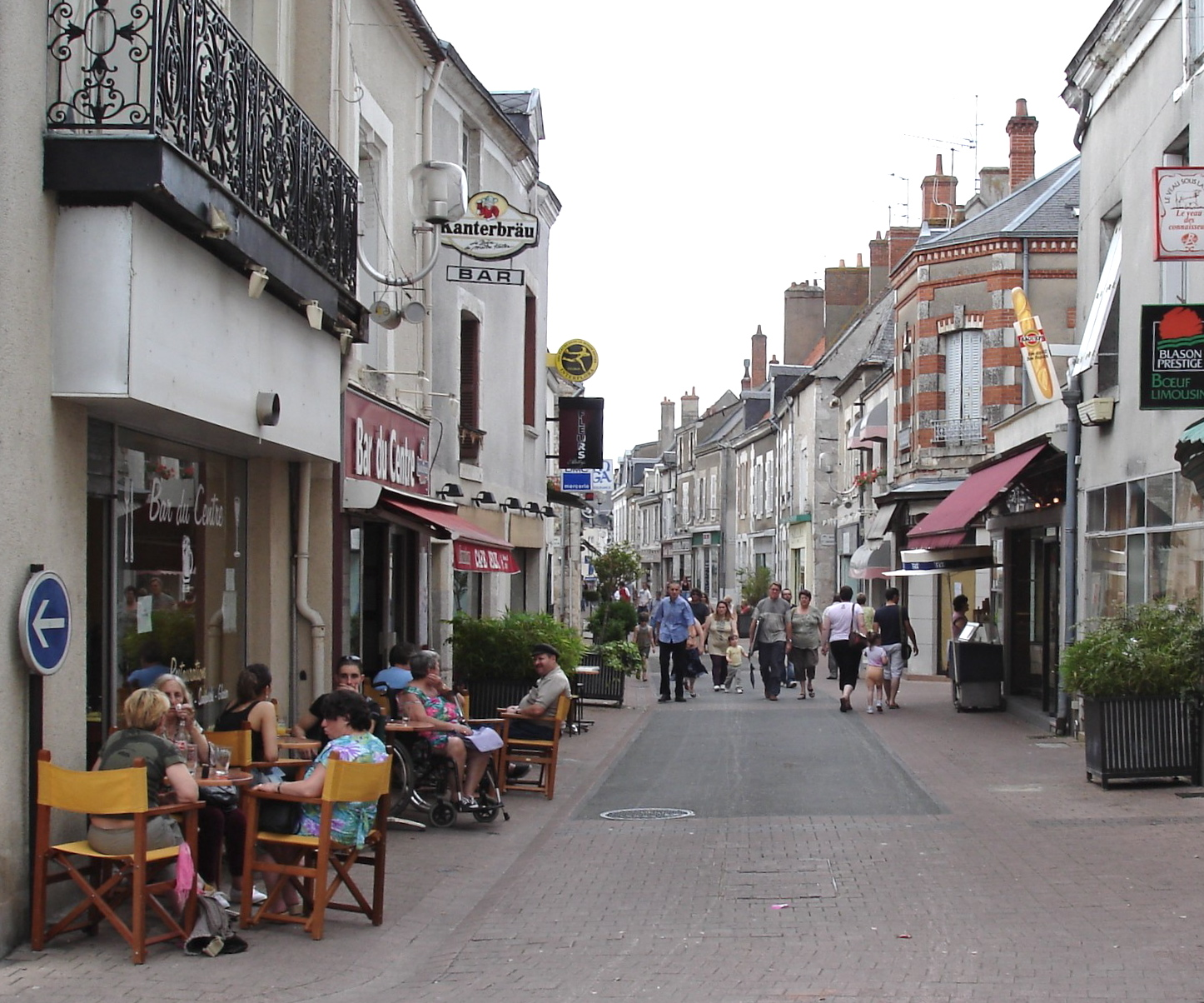
梅尔市中心

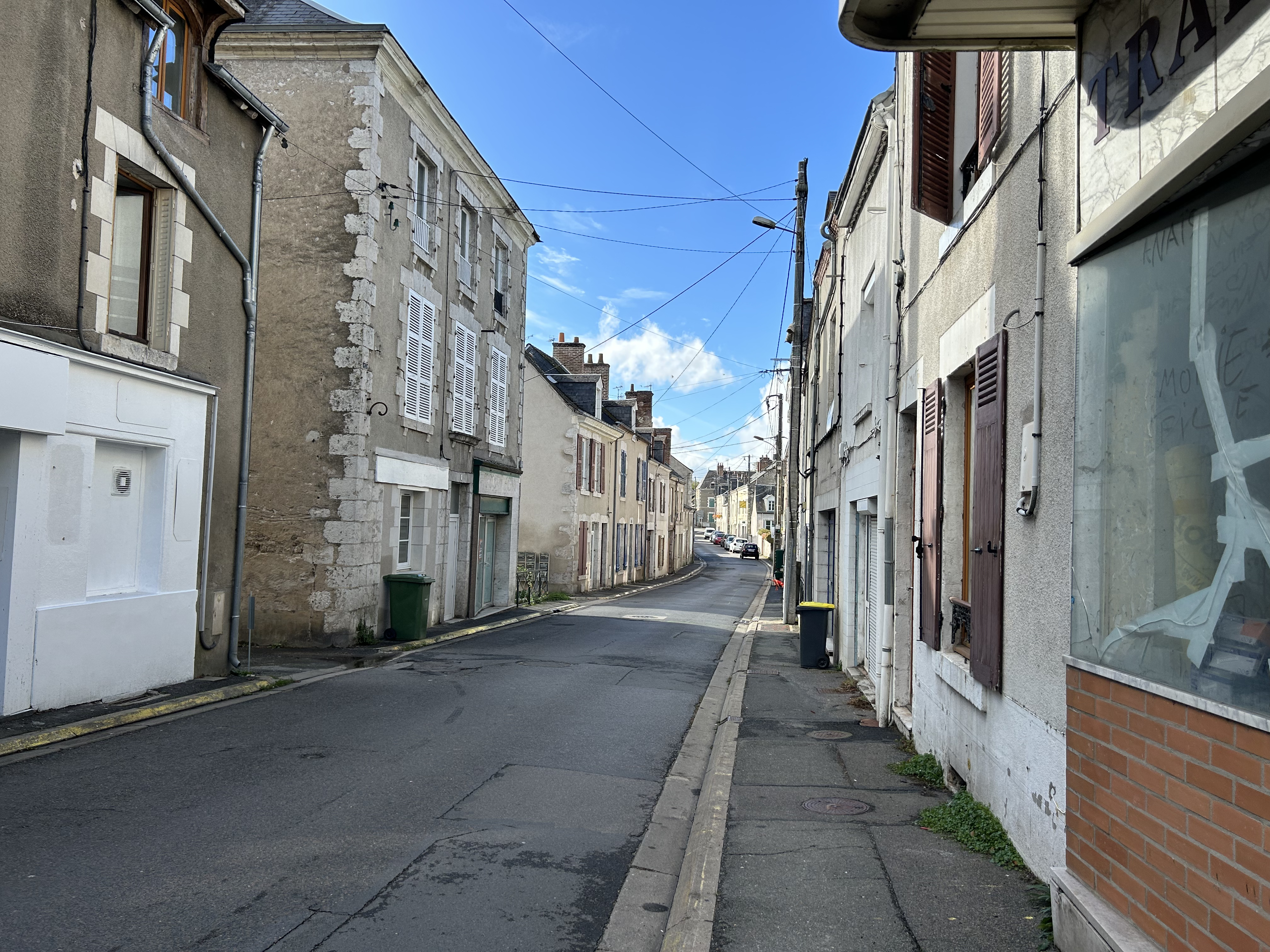
雅克·比兹赖街

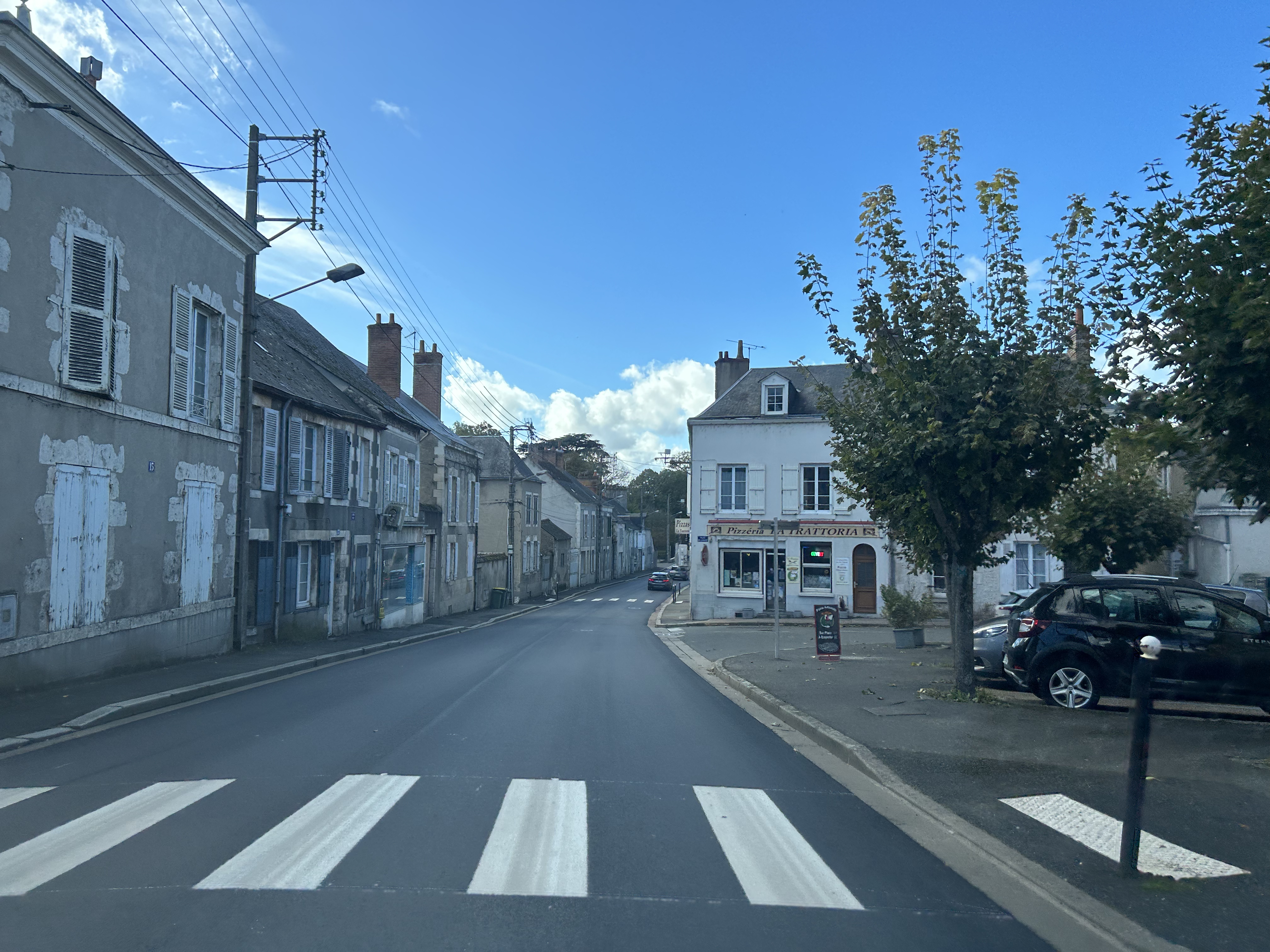
国民街

### 教育
梅尔属于奥尔良-图尔学区。截至2021年1月1日，梅尔境内共有2所幼儿园、2所小学和2所初级中学。2021至2022学年度，梅尔境内共有在校中等教育阶段学生649名。

### 医疗
截至2021年1月1日，梅尔境内共有全科医生5名、保健师7名、牙医2名、护士5名、眼科医生2名和助产士2名。境内共有药房2家、养老院1家。
距离梅尔最近的区域性医疗机构为布卢瓦中心医院（Centre Hospitalier de Blois），其主病区医院（Hôpital de Simone Veil）位于布卢瓦市区东北部，距离梅尔市区的正常车程大约20分钟，该院设有床位1,390个，是卢瓦-谢尔省规模最大的公立综合性医院。

### 住房
2020年，梅尔境内共有各类住房3,243套，其中76.7%为独立式住宅，22.5%为集中式住宅。常住房屋占梅尔市镇范围内居民建筑总量的85.6%。
在住房保障政策方面，2022年，梅尔境内共有475户家庭获得了住房经济补助，受益人数占总人口数量的8.8%，其中456份为房租补助。

### 商业
2021年，梅尔境内共有各类实体商铺136家，其中餐厅14家、大型超市2家、杂货店1家、面包房3家、肉铺1家、书店1家、银行门店3家、美容美发店13家、汽车维修店13家。梅尔镇中心建有一家G20便民超市，市区西南部和东部分别有一家Super U和一家Lidl购物超市。

### 体育
2021年，梅尔境内共有1家游泳池、2间体育馆、1座综合体育场、6处网球场、1处足球或橄榄球场以及2处篮球或排球场。
截至2024年1月，梅尔体育会（编号504856）是梅尔境内唯一的一家注册足球俱乐部，该俱乐部成立于1969年，其主队2023至2024赛季参加中央-卢瓦尔河谷大区足球联赛乙组（法国第七级别），其主场为贝尔纳·居蒙体育中心（Complexe Sportif Bernard Guimont）。

### 环境
梅尔的环境事务由其所属的博斯-卢瓦尔河谷市镇公共社区联合各级政府协调负责。2021年，梅尔境内暂无污染企业。

### 治安
2021年，梅尔市镇范围内共有1处宪兵队。
梅尔及其附近的共64个市镇是布卢瓦国家宪兵队（zone gendarmerie de Blois）的管辖范围。2020年，该宪兵队累计记录各类案件1,692起，其中盗窃类案件840起，经济类案件276起，毒品交易类案件67起。

## 文化

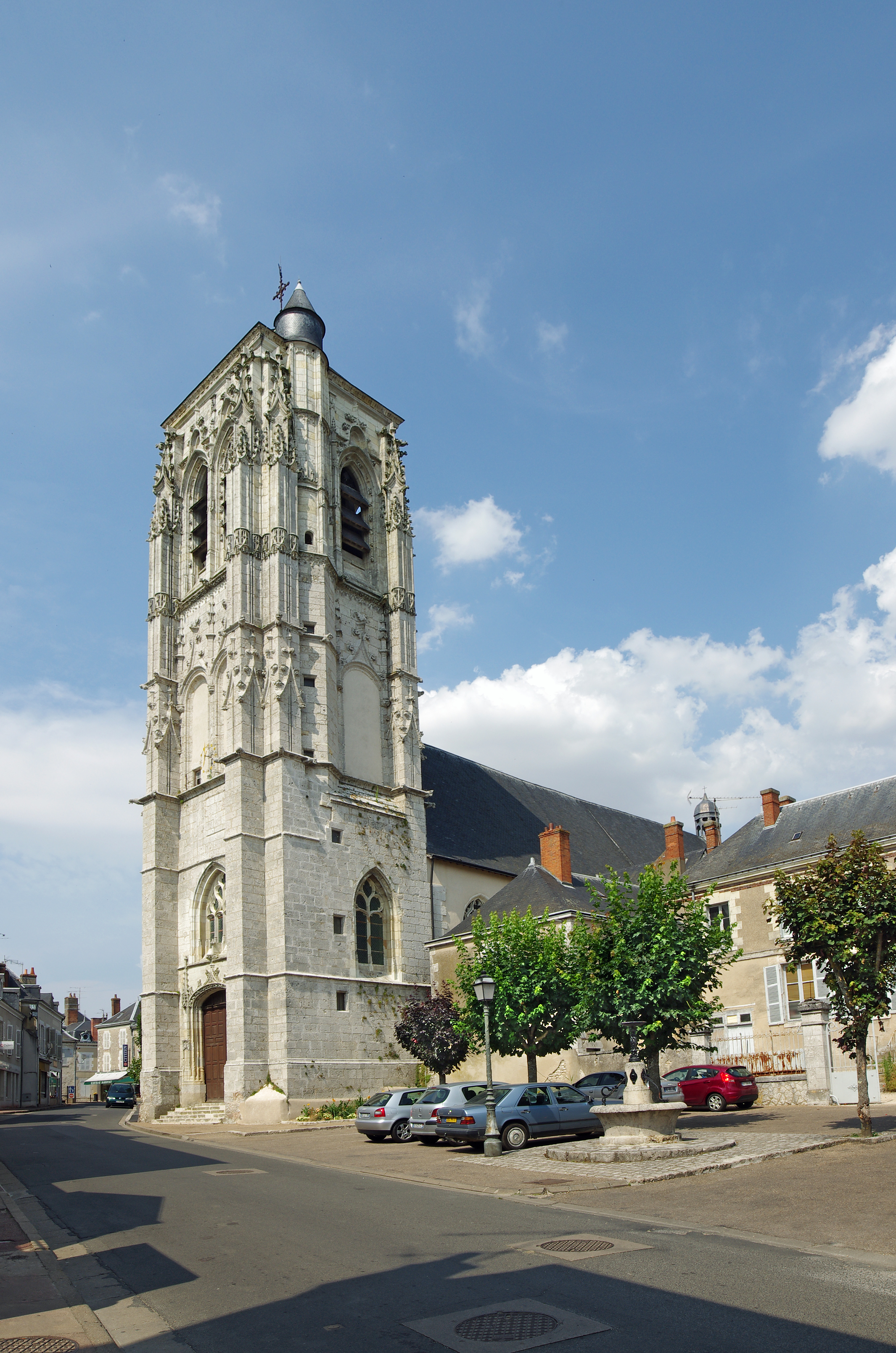
梅尔圣伊莱尔教堂

2021年，梅尔境内共有1家博物馆。梅尔境内建有多媒体中心（Médiathèque），每周三、五、六向公众开放。

### 建筑
梅尔境内有多处历史建筑，其中梅尔圣伊莱尔教堂、埃尔比伊圣艾尼昂教堂（Église Saint-Aignan d'Herbilly）等为法国国家文物保护单位。

### 旅游
梅尔的旅游事务由其所属的博斯-卢瓦尔河谷市镇公共社区联合各级政府协调负责。2023年，梅尔境内暂无任何常规游客接待设施。

### 媒体
法国主要的媒体均可在梅尔接收，法国电视三台下属的中央-卢瓦尔河谷大区频道在部分时段播出梅尔所在卢瓦-谢尔省的地方新闻。图尔卢瓦尔河谷电视台和《中西部新共和国》是当地的主要地方媒体，两者总部均位于图尔。此外当地的地方性媒体还有震动广播、蓝色法兰西奥尔良广播等。

## 相关人物
法国宗教人物皮埃尔·朱里厄和瓷器工业家亚历山大·比戈出生于梅尔。

## 友好城市
截至2024年1月，梅尔共与一座城市建立了友好城市关系：
- 英格兰 金弗（英语：Kinver）